# Kysucká vrchovina

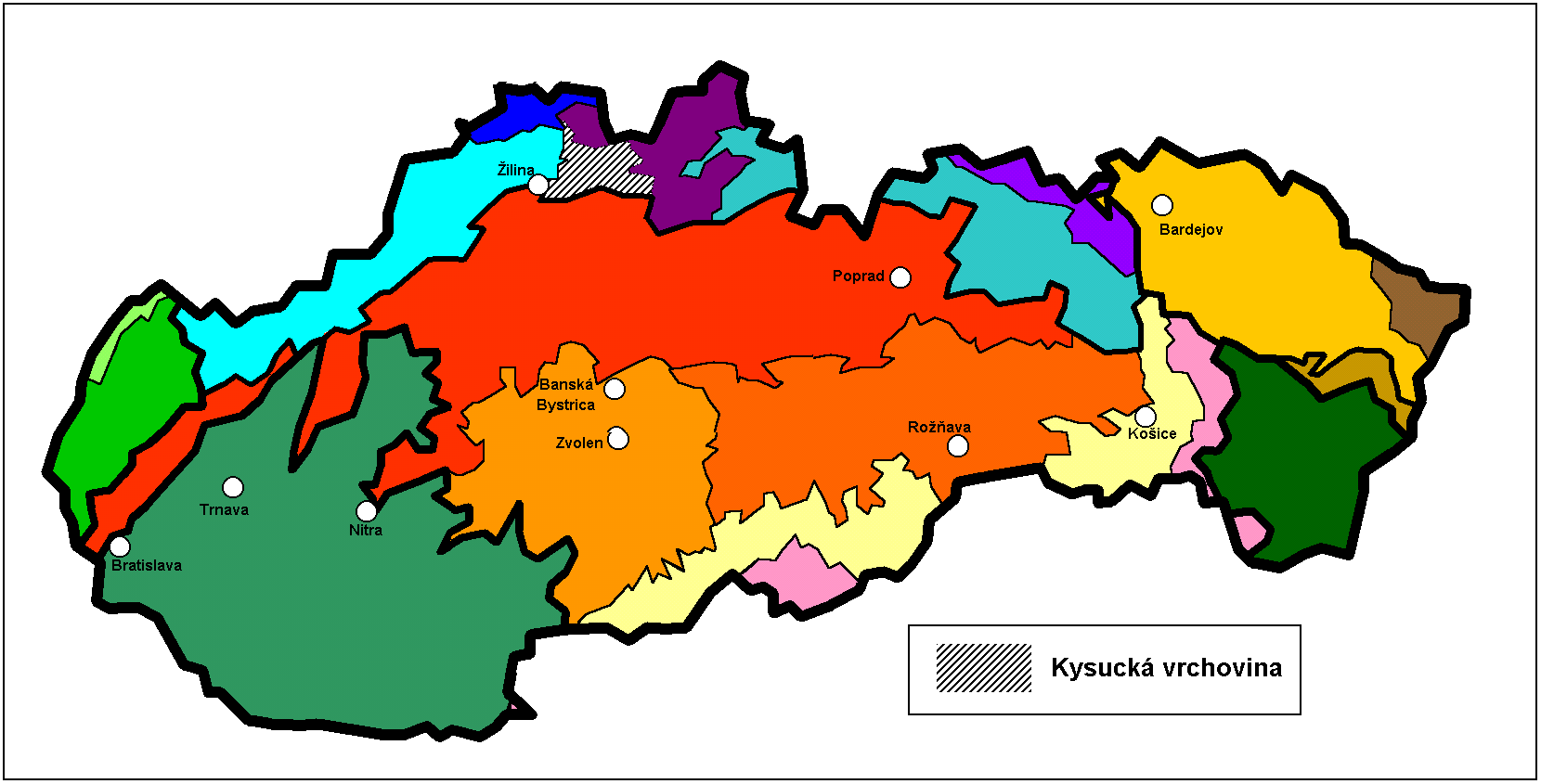
Die Kysucká vrchovina innerhalb der geomorphologischen Einteilung der Slowakei

Die Kysucká vrchovina (deutsch etwa Kischützer Bergland) ist ein Höhenzug in der Slowakei. Sie ist benannt nach dem Fluss Kysuca.

## Lage und Begrenzung
Die Kysucká vrchovina liegt im Nordwesten des Landes, unweit der Grenze zu Tschechien und zu Polen. Sie ist Teil der (slowakischen) Mittleren Beskiden, die wiederum zu den Äußeren Westkarpaten zählen. 
Begrenzt wird sie
- im Norden von den Saybuscher Beskiden (slow. Kysucké bzw. Oravské Beskydy, poln. Beskid  Żywiecki)
- im Nordosten vom Bergland Podbeskydská vrchovina,
- im Osten vom Bergland Oravská Magura,
- im Südosten vom Bergland Oravská vrchovina,
- im Süden von der Kleinen Fatra und dem Talkessel Žilinská kotlina,
- im Westen vom Javorník-Gebirge

Geomorphologisch wird die Kysucká vrchovina weiter unterteilt in 
- Kysucké bradlá (im Süden) mit den Untereinheiten 
  - Vadičovská brázda
  - Zázrivská brázda,
- Vojenné (im Nordosten),
- Bystrická brázda (im Norden),
- Krásňanská kotlina (im Südwesten).

## Charakter
Das recht stark gegliederte Bergland hat keinen markanten Hauptkamm. Geologisch besteht es überwiegend aus Flysch. Höchster Gipfel ist der Pupov mit 1095 m. Die Hügelregionen sind vielerorts durch größere Weideflächen gekennzeichnet, während die Hänge und die Täler überwiegend bewaldet sind. Dabei kommen sowohl naturnahe Laubmischwälder als auch Fichten-Monokulturen vor. 

## Bevölkerung
Die Region wird fast ausschließlich von Slowaken bewohnt. Im 16. Jahrhundert waren Walachen aus dem südöstlichen Teil des Karpatenbogens eingewandert, wurden jedoch innerhalb weniger Generationen von den Slowaken assimiliert. Die Kysucká vrchovina ist recht dünn besiedelt. Im Westen dominieren geschlossene Ortschaften, wohingegen insbesondere im Ostteil des Gebirges eine Vielzahl meist winziger Streusiedlungen existieren.
In den abgelegenen Gebieten haben sich teilweise Volksarchitektur (Holzhäuser, Schindeldächer) sowie Trachten in Resten erhalten.

## Wirtschaft
Das Gebirge selbst wird vorwiegend zu weide- und forstwirtschaftlichen Zwecken genutzt. Industriebetriebe gibt es fast nur in den Randregionen.
Im Norden des Gebirges liegt der 1989 vollendete Stausee Nová Bystrica, der der Trinkwasserversorgung dient.

## Tourismus
Die Kysucká vrchovina steht hinsichtlich des Fremdenverkehrs im Schatten der benachbarten höheren und bekannteren Gebirge, d. h. der Kleinen Fatra und der Saybuscher Beskiden. Trotzdem gibt es ein recht dichtes Netz markierter Wanderwege und auch eine insgesamt ausreichende Anzahl von Unterkünften in den umliegenden Ortschaften.

## Naturschutz
Der südöstliche Abschnitt des Gebietes gehört zum Schutzgebiet des Nationalparks Kleine Fatra. Im  Norden zählt ein Teil der Region zum Landschaftsschutzgebiet Kysuce. Mehrere kleinere Flächen sind unter besonderen Schutz gestellt worden, u. a. 
- Zajačkova Lúka
- Ľadonhora
- Čierna Lutiša
- Brodnianka

## Verkehr
Die zusammenhängenden Ortschaften sind mit Bussen erreichbar. Am Westrand der Kysucká vrchovina verläuft die Eisenbahnlinie Bohumín – Košice. Viele Streusiedlungen sind nur auf kleinen Fahr- oder Fußwegen erreichbar. 

## Bedeutsame Erhebungen

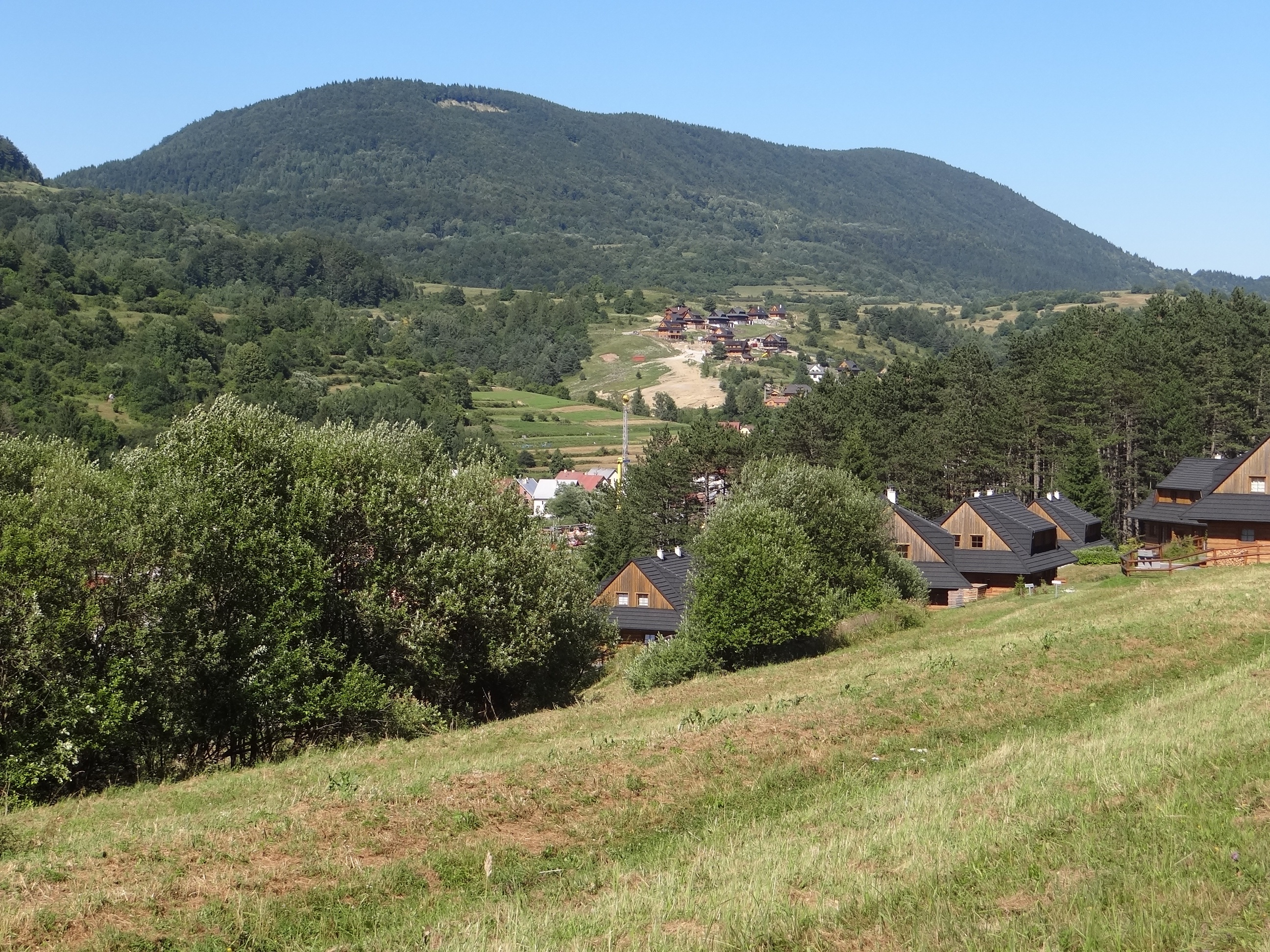
Berg Pupov bei Terchová

- Pupov, 1095 m
- Ľadonhora, 999 m
- Mravečník, 992 m
- Magura, 921 m
- Steny, 887 m,
- Veľké Vreteno, 821 m
- Straník, 769 m

## Orte in der Region und in der Umgebung
- Žilina
- Kysucké Nové Mesto
- Čadca
- Terchová
- Lysica
- Lutiše
- Radôstka
- Stará Bystrica
- Nová Bystrica

Koordinaten: 49° 17′ N, 19° 0′ O